# Burkina Faso aux Jeux olympiques d'été de 2004
Le Burkina Faso a envoyé 5 athlètes aux Jeux olympiques d'été de 2004 à Athènes en Grèce.

## Résultats

### Athlétisme
100 mètres hommes :
- Idrissa Sanou : 1er tour : 10 s 33, 2e tour : 10 s 43 (38e place)

400 mètres haies femmes :
- Aissata Soulama : 1er tour : 57 s 60

Triple saut hommes :
- Olivier Sanou : 1er tour, 15,67 mètres (éliminé)

### Judo
- de 48 kg femmes :
- Konkiswinde Hanatou Ouelogo
  1. 16e de finale : Perd contre Lyubov Bruletova (Russie)

### Natation
50 m nage libre hommes :
- Mamadou Ouedraogo : En série : 30.36 s

## Officiels
- Président : Pascal K. Sawadogo
- Vice-président : Troy Bierman
- Secrétaire général : Mr. Mamadou Belem